# Utricularia praetermissa
Utricularia praetermissa — вид рослин із родини пухирникових (Lentibulariaceae).

## Біоморфологічна характеристика
Це багаторічна, епіфітна або наземна рослина. Листки вузькоеліптичні, 7–20 см завдовжки і 1.2–3 см завширшки. Суцвіття завдовжки 25–45 см. Часточки чашечки однакові, яйцеподібні, 2.5–3.2 см завдовжки. Віночок 3.5–5 см завдовжки, білий чи блідо-рожевий з жовтою плямою, голий чи рідко залозистий. Плід — широкояйцеподібна коробочка, у довжину ≈ 9 мм.

## Середовище проживання
Цей вид поширений в Коста-Риці і Панамі. Він також зустрічається в Нікарагуа.
Цей вид росте як епіфіт і на вологих берегах у гірських лісах; на висотах від 1000 до 2000.

## Використання
Вид культивується невеликою кількістю ентузіастів роду. Торгівля незначна.